# Slumber of Sullen Eyes
《Slumber of Sullen Eyes》는 1992년에 발매된 핀란드의 데스 메탈 밴드 데미갓의 데뷔 앨범이다. 앨범은 당시 드라운드 프로덕션에 의해 발매되었다. 이 앨범은 수년간 절판 상태에 있었지만, 2006년에 엑스트림 뮤직에 의해 재발매되었다. 앨범의 2006년 재발매 버전에는 1991년 발매된 데모 앨범인 《Unholy Domain》이 보너스 트랙으로 수록되어 있다. 앨범의 재발매 버전 역시 절판 상태로 구하기 힘들었기 때문에, 2009년에 재판되었다.

## 수록곡
1. Apocryphal (Intro)  - 0:22
2. As I Behold I Despise  - 4:38
3. Dead Soul  - 3:43
4. The Forlorn  - 4:04
5. Tears of God  - 5:14
6. Slumber of Sullen Eyes  - 5:58
7. Embrace the Darkness / Blood of the Perished  - 5:04
8. Fear Obscures from Within  - 4:18
9. Transmigration beyond Eternities  - 4:29
10. Towards the Shrouded Infinity  - 3:39
11. Perpetual Ascent  - 3:45
12. Darkened  - 2:48 (보너스 트랙)